# Велькояновицкий дворец
Велькояновицкий дворец (пол. Pałac w Janowicach Wielkich) — дворцовый комплекс, расположенный вблизи реки Бубрих, в северной части села Яновице-Вельке в гмине Яновице-Вельке Еленегурского повята Нижнесилезского воеводства в Польше. Замок является одним из туристических объектов в Культурном парке Еленегурской долины.

## История

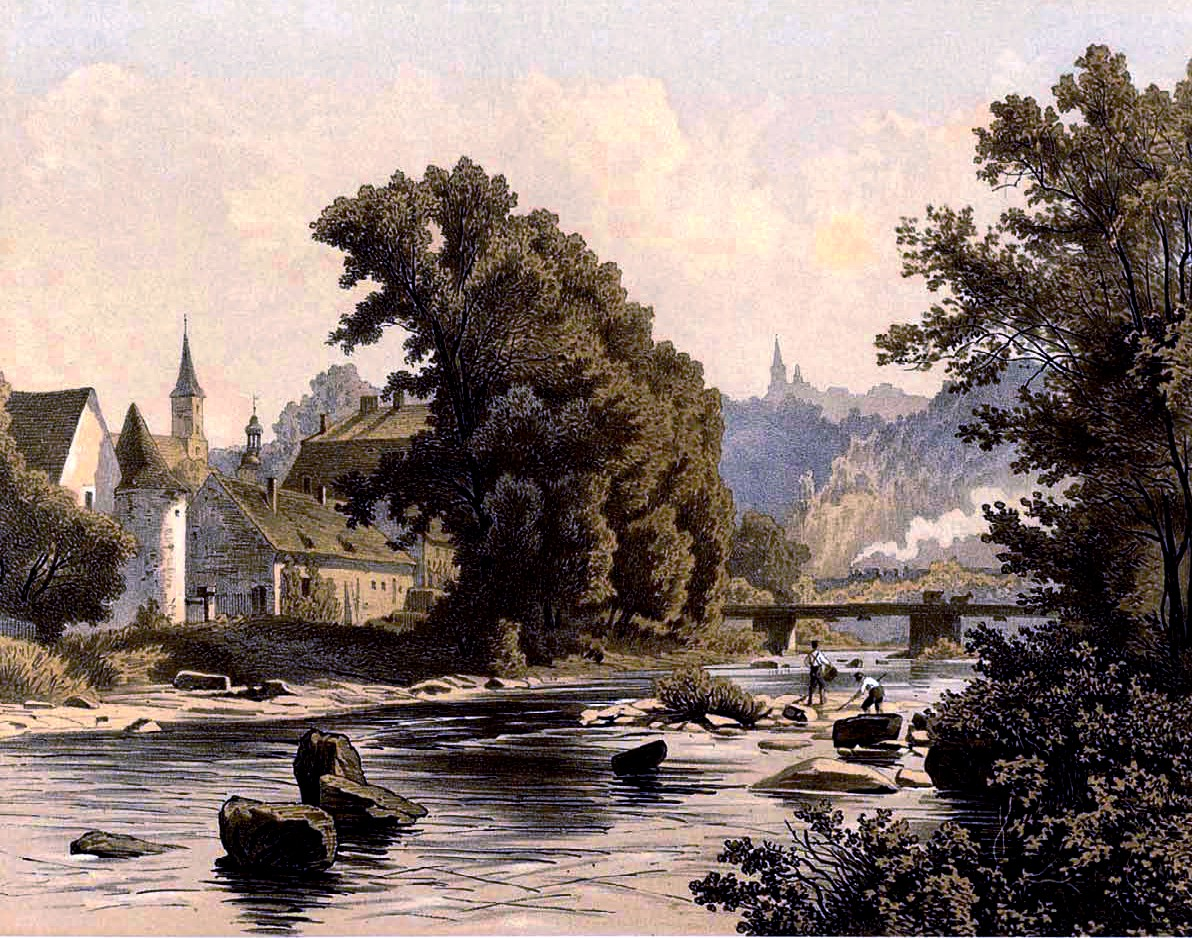
Велькояновицкий дворец между 1857 и 1883 годами, изображен Теодором Альбертом

Дворец в Яновицах был построен в XIV веке рыцарем фон Байером. Граф Даниэль фон Шаффгоч (род), владелец соседнего Больчува, поручил в 1608—1609 годах построить местное имение. После повреждения в 1642 году, во время Тридцатилетней войны, и после того, как в 1645 году имение было подожжено шведской армией, он находился в собственности рода фон Маншвиц, а позже фон Промниц (род) и цу Столберг-Вернигероде. Резиденция приобрела барочный вид в 1775 году, очередная перестройка была осуществлена в 1830 году. В 1830—1840 годах для Вильгельма Столберга был заложен ландшафтный парк с видом на Яновицы, Рудавы Яновицкие и соседние Сокольи горы, который хорошо сохранился до нашего времени. На сегодняшний день в парке насчитывается почти 700 деревьев. В 1803 году были сооружены деревянные, фахверковые хозяйственные постройки. В 1917 году в результате пожара сгорели флигели, однако уже вскоре их отстроили, выделив часть помещений для молодежной туристической базы. В очередной раз был перестроен в 1920 году. Из ренессансных деталей дворца сохранился камин в бывшей бальной зале. После Второй мировой войны в здании сначала были оборудованы офисные помещения. В 1962 году во дворце был размещен Дом социальной помощи, работающий здесь по сей день.

## Архитектура
Комплекс состоит из вытянутого прямоугольного в плане корпуса официны и, прилегающей к ней с запада, квардратного в плане главного здания с расположенным по оси коридором. Главное здание покрыто шатровой крышей. Официна имеет коньковую крышу с многочисленными мансардами. На оси переднего фасада выступает портал с ключом и датой 1765. По бокам на цоколе расположены гладкие пилястры, поддерживающие карниз. Из интерьеров главного корпуса сохранились лишь сводчатые помещения подвала и первого этажа (начало XVII и XVIII веков). В официне большинство комнат сохранили свой исторический характер. Значительную часть занимает большая бальная зала, достигающая в высоте двух этажей, на восточной стороне выступает эмпора, поддерживаемая тосканскими колоннами. На потолке сохранилось обрамление несуществующего ныне плафона. Рядом с бальной комнатой сохранилась комната с камином, на котором находится чугунный герб рода Столбергов с помещенной наверху княжеской короной. Внутренняя часть камина наполнена ренессансными чугунными резными плитами, которые, вероятнее всего, происходят из Нижней Саксонии, возможно, из резиденции рода Вернигероде .

## Галерея

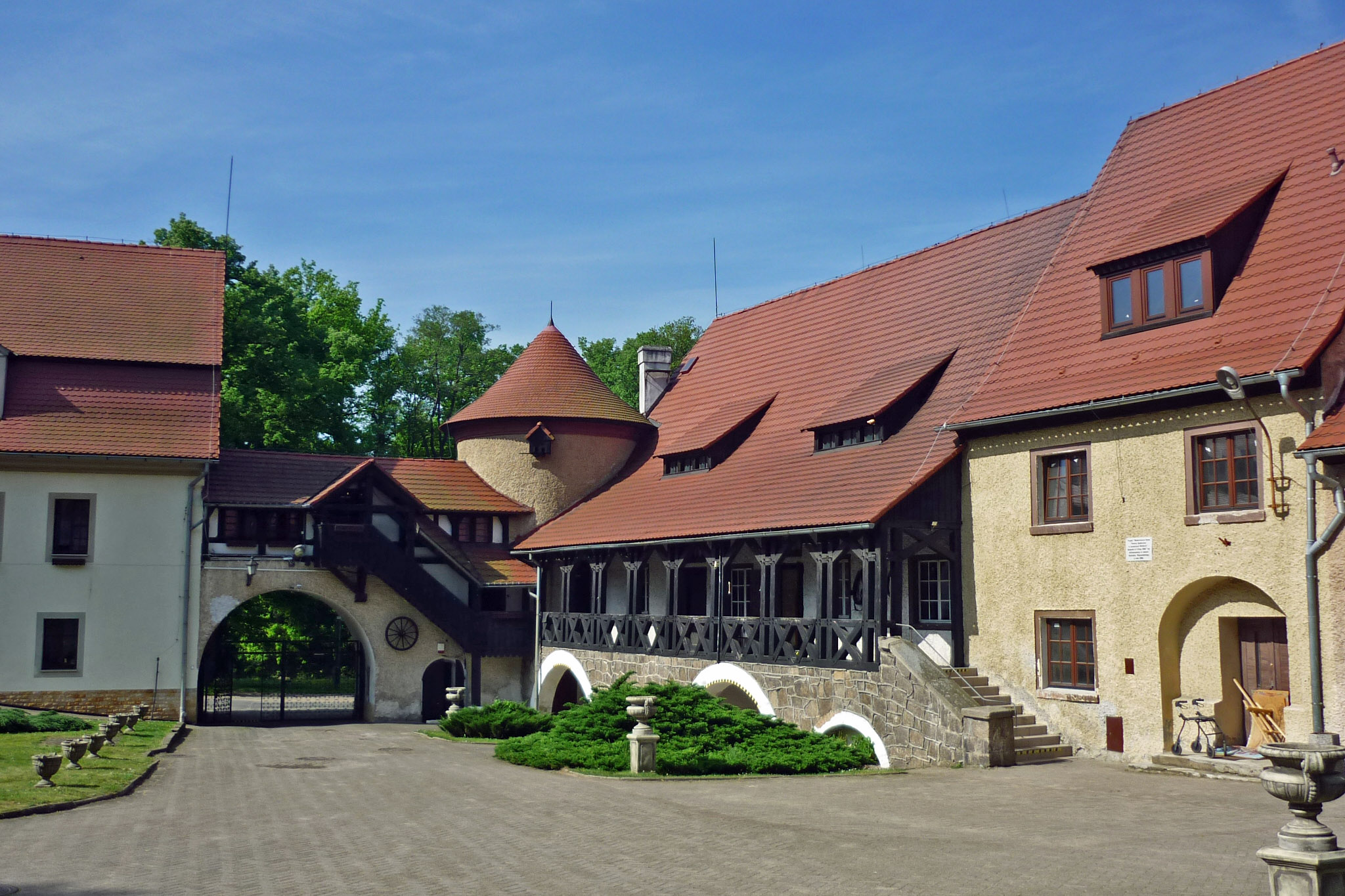
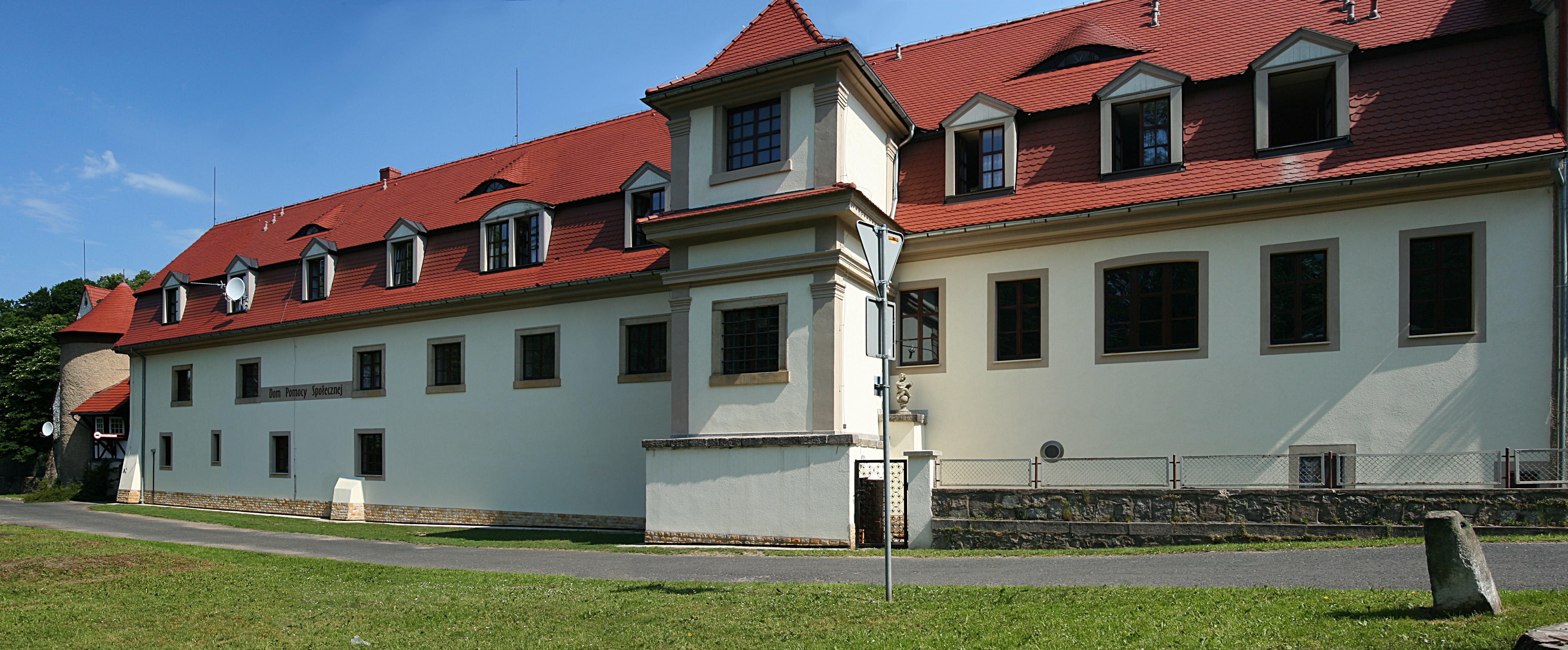
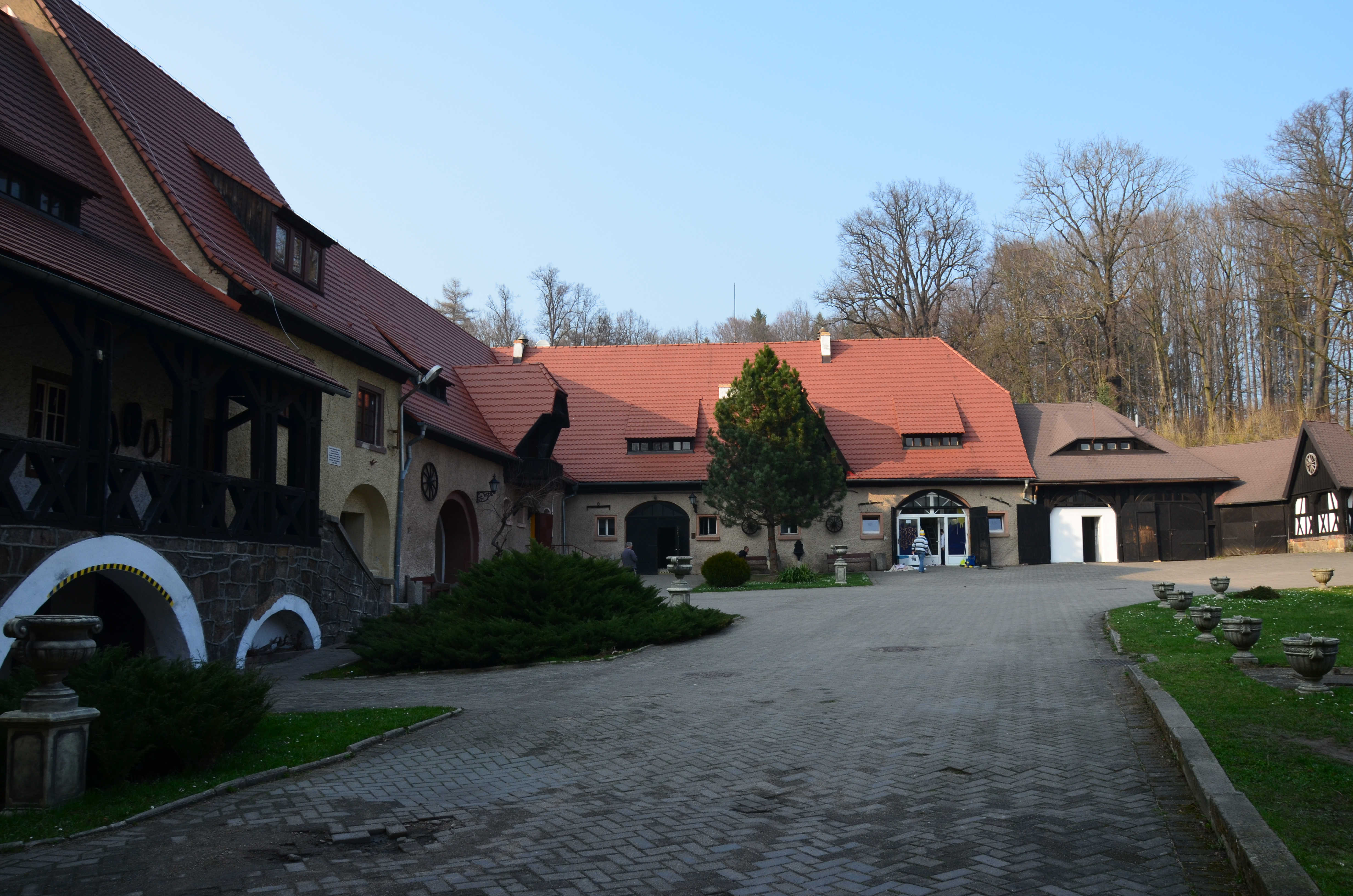